# 保齡球少女！
《保齡球少女！》是Bakken Record與影音出版公司波麗佳音兩者聯合製作的原創日本動畫。Bakken Record為動畫公司龍之子製作在2019年3月所設立的動畫製作品牌。
2022年12月29日首次公開企畫構想，將採取兩家公司攜手合作的方式，共同製作一部電視動畫。2024年3月23日，宣佈動畫主要聲優與製作人員陣容，2025年7月9日開始播放。

## 故事簡介
以長野縣千曲市為背景，本作描述一刻館高級中學保齡球部的五位女子高中生，在充滿青春氣息的保齡球場館裡，享受著丟擲保齡球的過程與樂趣。
社長麻衣一心追求樂趣，渴望勝利的利奈卻提出退部，並向麻衣發起挑戰。這時雷雨交加中此球突然開始發光，五位女子高中生引而穿越到戰國時代。

## 登場人物

### 一刻館高級中學
音無麻衣（聲：菱川花菜）
二年級高中女生。個性開朗，對周遭事物充滿好奇心，能夠輕易地與任何人打成一片。外表看似平凡普通，在保齡球方面卻擁有天賦異稟的才能，是個左撇子，使用左手丟擲保齡球。
五代利奈（聲：市之瀨加那）
一年級高中女生，是轉學生。在保齡球方面沒有任何天賦才能，全是靠後天努力練習的秀才類型，經常對麻衣表現出冷漠嚴厲的態度，但其實內心深處對她充滿憧憬，羨慕她的保齡球天份。
一之瀨紗佑里（聲：岩田陽葵）
二年級高中女生。個性溫柔善良，是麻衣的青梅竹馬，從小與麻衣一起成長，因為自己的高挑身材而顯得有些自卑。她的善良遠超過一般人，展現了不凡的包容力。在保齡球方面，她使用重量最重的16磅保齡球，展現出力量型的擊球風格。
三鷹希（聲：天麻優希）
二年級高中女生。個性傲慢，有著過人的自信心，是麻衣的青梅竹馬，從小就與麻衣一起成長，夢想是成為頂尖模特兒。她目前僅是兼職外拍模特兒，偶爾會在青少年雜誌裡亮相。
二階堂七瀨（聲：伊藤彩沙）
二年級高中女生，理科系女子。行事風格經常令人難以理解，她心中自有邏輯。在追求自己興趣時，她分不清是非對錯孰是孰非，沒有正確的道德價值觀，是她讓人感到危險的一面。在學校社團保齡球部裡，她喜歡不會責怪自己奇特行為的社員，使用雙手同時丟擲保齡球。

### 戶倉家
壽桃（聲：日高範子）

朱火（聲：皆口裕子）

傑里（聲：井上喜久子）

庵珠（聲：伊藤美紀）

夏夢（聲：佐久間玲）

## 製作人員
- 導演：工藤進
- 編劇：蛭田直美
- 角色設計：武川愛里
- 主動畫師：那花優統
- 色彩設計：晴子登
- 美術監督：田尻健一
- 攝影監督：小西庸平
- CG監督：堀本夏生
- 剪輯：及川雪江
- 音樂：林友樹
- 音樂製作：波麗佳音
- 製作人：木下哲哉、北林俊哉
- 動畫製作人：大松裕
- 動畫製作：Bakken Record
- 出品製作：「Turkey!」製作委員會

## 主题曲
片头曲
演唱：長野縣一刻館高中保齡球社，作詞、作曲：北澤佑扶，編曲：川口圭太
片尾曲（2、3，5投目）
演唱：，作詞、作曲、編曲：Akki
片尾曲（4投目）
演唱：Q.I.S（北澤佑扶），作詞、作曲：北澤佑扶、編曲：北澤佑扶、川口圭太
劇中曲
演唱：yanaginagi，作詞、作曲、編曲：yanaginagi
插入曲（5投目）
演唱：ZAQ，作詞、作曲、編曲：ZAQ
片尾曲（6投目）
演唱：結城愛良，作詞、作曲：結城愛良、編曲：谷ナオキ
片尾曲（7投目）
演唱：アザミ，作詞、作曲、編曲：アザミ

## 各话列表
| 话数  | 标题               | 分镜               | 演出                       | 作画监督                                                                 | 总作画监督         | 首播日期      |
| ----- | ------------------ | ------------------ | -------------------------- | ------------------------------------------------------------------------ | ------------------ | ------------- |
| 1投目 | 打倒她！蛇眼       | 工藤进             | 工藤进、内藤大介、加藤亨祐 | 武川爱里、那花优统、杜山凉香、菅原正规、龙光、日影工房                   | 武川爱里           | 2025年 7月9日 |
| 2投目 | 因迷茫而出局       | 宗广智行、内藤大介 | 内藤大介                   | 武川爱里、那花优统、小宫山枫乃、岩永辽太、杜山凉香、菅原正视             | 武川爱里           | 7月16日       |
| 3投目 | 靠彼此维持平衡     | 志村宏明、川上达朗 | 川上达朗                   | 菅原正视、岩永辽太、五十岚俊介、高桥纪子、旭阳                           | 武川爱里、杜山凉香 | 7月23日       |
| 4投目 | 混亂的四大巨頭     | 加藤亨祐           | 加藤亨祐                   | 武川愛里、小宮山楓乃、岩永遼太、杜山涼香、菅原正視                       | 武川愛里           | 7月30日       |
| 5投目 | 路過，鉤球         | 川上達朗           | 川上達朗                   | 小宮山楓乃、菅原正視、杜山涼香、柳昇希、李官雨、金慶鎬、姜美愛           | 武川愛里           | 8月6日        |
| 6投目 | 跳過去，反向鉤球   | 内藤大介           | 内藤大介                   | 武川愛里、那花優統、小宮山楓乃、杜山涼香、菅原正規、龍光、明光、日影工房 | 武川愛里           | 8月13日       |
| 7投目 | 我想擁抱你，高拋球 | 内藤大介           | 工藤進                     | 五十嵐俊介、高橋紀子、杜山涼香、光之園動畫                               | 武川愛里           | 8月20日       |

## BD
| 卷数 | 发售日期           | 收录话数 | 规格编号   |
| ---- | ------------------ | -------- | ---------- |
| 上   | 2025年11月19日预定 |          | PCXP-51212 |
| 下   | 2026年1月28日预定  |          | PCXP-51213 |

## 脚注

## 外部連結
- 動畫官方網站（日語）
- 電視動畫的X（前Twitter）（日語）